# Cratichneumon vockerothi
Cratichneumon vockerothi là một loài tò vò trong họ Ichneumonidae.